# Nowe Łozice
Nowe Łozice [ˈnɔvɛ wɔˈʑit͡sɛ] (tiếng Đức: Neuhütten)  là một ngôi làng thuộc khu hành chính của Gmina Bobolice, thuộc quận Koszalin, West Pomeranian Voivodeship, ở phía tây bắc Ba Lan. Nó nằm khoảng 5 kilômét (3 mi) phía tây nam Bobolice, 38 km (24 mi) về phía đông nam Koszalin và 141 km (88 mi) về phía đông bắc của thủ đô khu vực Szczecin.
Trước năm 1945, khu vực này là một phần của Đức. Đối với lịch sử của khu vực, xem Lịch sử của Pomerania.
Làng có dân số 50 người.